# 2019 UN13
2019 UN13 (désignation temporaire C0PPEV1) est une planète mineure du Système solaire, plus précisément un petit astéroïde géocroiseur.

## Caractéristiques physiques
Avec une magnitude absolue H de 32,0, sa taille doit être comprise entre 1,0 et 2,4 mètres.

## Trajectoire

### Orbite avant octobre 2019
Le 27 avril 2019, c'est-à-dire avant son passage près de la Terre (voir sous-section suivante), 2019 UN13 était un astéroïde Aton avec un demi-grand axe de 0,988 unités astronomiques, une excentricité de 0,346 et une inclinaison de 1,49 degré. Il avait donc un périhélie de 0,646 unité astronomique et un aphélie de 1,330 unité astronomique. Il était donc cythérocroiseur et géocroiseur.

### Passage près de la Terre le 31 octobre 2019

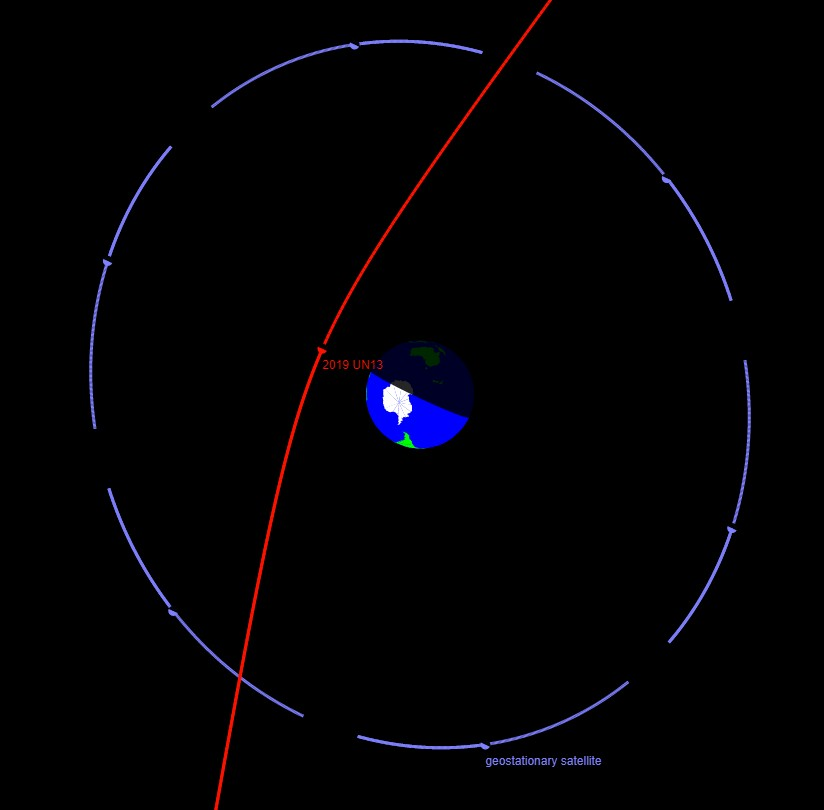
Trajectoire de l'astéroïde lors de son passage près de la Terre le 31 octobre 2019.

Le 31 octobre 2019 à 14 h 45 TDB, l'astéroïde est passé à 12 600 kilomètres du centre de la Terre, c'est-à-dire 6 200 kilomètres au-dessus de la surface. Ce passage rapproché, le deuxième plus proche connu (hors impacts), dépassé seulement par 2011 CQ1 (passé à 5500 km de la surface le 4 février 2011), a eu pour effet de significativement modifier l'orbite de l'astéroïde.
Depuis son passage près de la Terre, 2019 UN13 est un astéroïde Apollon avec un demi-grand axe de 1,45 unité astronomique, une excentricité de 0,42, une inclinaison de 1,50 degré, un argument du périhélie de 241,7 degrés et une longitude du nœud ascendant de 217,5 degrés. Il a maintenant un périhélie de 0,84 unité astronomique et un aphélie de 2,06 unités astronomiques. Il est donc désormais aréocroiseur en plus d'être toujours géocroiseur, mais il n'est plus  cythérocroiseur.